# 谢家泽
谢家泽（1911年—1993年），男，湖南新化人，中国水利学家，曾任中国水利学会副理事长，第三、四、五、六、七届全国政协委员。